# Ахмед Абдаллах
Ахме́д Абдалла́х Абдерема́н (фр. Ahmed Abdallah Abderemane; *12 червня 1919 — †26 листопада 1989) — політичний та державний діяч Коморських островів. Тричі президент країни: липень-серпень 1975, травень-жовтень 1978, жовтень 1978-листопад 1989.

## Біографія
Походить із селянської сім'ї острова Анжуан. В 1959—1972 роках депутат від Коморських островів у Французькому сенаті. В 1972—1973 роках голова Урядової ради Коморських островів. Лідер Демократичного союзу Коморських островів (1974), Партії за незалежність та єдність Коморських островів (1974—1975).
Після проголошення незалежності Коморських островів (липень 1975) став президентом республіки, одночасно міністром юстиції та міністром-хранителем печаті. Відлучений від влади в результаті державного перевороту в серпні 1975 року. Після скинення уряду Алі Суаліха в травні 1978 року — співпрезидент республіки разом з М. Ахмедом.
Із жовтня 1978 року — президент Федеральної Ісламської Республіки Коморських Островів. Встановив в країні авторитарний режим. Великий землевласник та комерсант. Проводив політику преміювання приватного підприємництва, широкого залучення іноземного капіталу. У зовнішній політиці орієнтувався на тісні зв'язки з Францією.